# Nedyopus pictus
Nedyopus pictus är en mångfotingart som först beskrevs av Henri W. Brölemann 1916.  Nedyopus pictus ingår i släktet Nedyopus och familjen orangeridubbelfotingar. Inga underarter finns listade i Catalogue of Life.